# منطقه ساتن لندن
منطقه ساتن لندن (به انگلیسی: London Borough of Sutton) یک منطقه در لندن است.
این منطقه ۴۳.۸۵ کیلومتر مربع مساحت و ۱۸۷٬۶۰۰ نفر جمعیت دارد.

## خواهرخوانده
شهرهای میندن و شارلوتنبورگ-ویلمرسدورف خواهرخوانده‌های منطقه ساتن لندن هستند.